# Gordon Liu
Gordon Liu, nascido Xian Jinxi (Guangdong, 22 de agosto de 1951) é um ator e artista marcial chinês. Ele se tornou famoso por interpretar o papel do monge  San Te no filme A 36ª Câmara de Shaolin. Também interpretou o mestre de Kung Fu Pai Mei em Kill Bill: Volume 2 (2004), e Johnny Mo em Kill Bill: Volume 1 (2003), o chefe do exército pessoal de O-Ren Ishii interpretada pela atriz Lucy Liu. Alguns fãs o chamam de "Mestre Killer", que também é um título alternativo para o filme A 36ª Câmara de Shaolin. Ele também é conhecido por fãs indianos como "Hojo", pela interpretação no filme Chandni Chowk à China, uma das primeiras produções de Bollywood distribuída pela Warner Bros.

## Vida Pessoal
Liu nasceu na província de Guangdong, China. Ele treinou na escola de artes marciais de Lau Cham na disciplina Hung Gar, que descende do mestre Wong Fei-hung. Em sua juventude ele fugia da escola para treinar nas artes marciais. A esposa de Lau Cham ajudou na sua formação e devido à amizade e respeito que sentia por seu mestre e sua esposa, ele assumiu o nome Lau Kar-fai. Como ele cresceu, encontrou um emprego como balconista de transporte para bancar suas despesas. Seus interesses sempre foram no sentido das artes marciais e mais tarde a ele foi oferecido um papel pelo produtor Lau Kar-leung. O nome dele antes de ser adotado foi Xian Jinxi (冼锦熙). Liu passou por dois casamentos, tendo duas filhas de seu primeiro casamento e um filho e uma filha de seu segundo casamento.
Em agosto de 2011 Gordon sofreu um derrame e bateu a cabeça. Foi revelado que ele tinha paralisia do lado direito parcial e uma deficiência na fala, como consequência do acidente vascular cerebral. Para complicar as coisas, a sua família distante (a partir de seu segundo casamento) tinha começado a pressioná-lo por dinheiro. Deprimido em suas complicações familiares e físicas, ele se isolou em uma casa de repouso. Em junho de 2012, Gordon decidiu se divorciar de sua segunda esposa, e continua no caminho para a recuperação.

## Carreira
O começo de Gordon Liu no cinema foi com a produtora Chang's Film Company (subsidiária da Shaw Brothers operando em Taiwan) em pequenos papéis nos filmes como 5 Shaolin Masters , Shaolin Martial Arts e 4 Assassins. Ele estrelou em Challenge of the Masters (1976), como o herói popular Wong Fei Hung, e foi apresentado em Executioners From Shaolin (1977) antes de estrelar no papel do herói San Te em The 36th Chamber of Shaolin.
Liu também atuou na televisão, e foi contratado pela TVB por anos, continuando a desempenhar papéis como um mestre de artes marciais, apesar de ainda realizar papéis alguns personagens auto-depreciativos ou cômicos.

## Filmografia
| Ano  | Título                             | Papel               | Notas          |
| ---- | ---------------------------------- | ------------------- | -------------- |
| 1974 | 5 Shaolin Masters                  |                     |                |
| 1974 | Shaolin Martial Arts               |                     |                |
| 1975 | 4 Assassins                        |                     |                |
| 1976 | Challenge of The Masters           | Wong Fei-hung       |                |
| 1976 | 7 Man Army                         |                     |                |
| 1976 | Bloody Avengers                    |                     |                |
| 1977 | He Has Nothing But Kung Fu         |                     |                |
| 1977 | Executioners From Shaolin          |                     |                |
| 1978 | Breakout From Oppression           |                     |                |
| 1978 | The 36th Chamber of Shaolin        | San Te              |                |
| 1978 | Heroes of the East                 | Ah To               |                |
| 1978 | Shaolin Mantis                     |                     |                |
| 1979 | Fury in The Shaolin Temple         |                     |                |
| 1979 | Dirty Ho                           |                     |                |
| 1979 | Spiritual Boxer II                 |                     |                |
| 1980 | Clan of the White Lotus            | Hong Wen-ting       |                |
| 1980 | Return to the 36th Chamber         | Chu Jen-chieh       |                |
| 1980 | Fists And Guts                     |                     |                |
| 1981 | My Young Auntie                    |                     |                |
| 1981 | Elders                             |                     |                |
| 1981 | Shaolin and Wu Tang                |                     |                |
| 1981 | Martial Club                       | Wong Fei-hung       |                |
| 1982 | Raiders of Buddhist Kung Fu        |                     |                |
| 1982 | The Shaolin Drunken Monk           |                     |                |
| 1982 | Legendary Weapons of China         |                     |                |
| 1982 | Treasure Hunters                   |                     |                |
| 1982 | Young Vagabond                     |                     |                |
| 1982 | Cat Vs Rat                         |                     |                |
| 1983 | Lady Is the Boss                   |                     |                |
| 1983 | Crazy Shaolin Disciples            |                     |                |
| 1983 | Tales of a Eunuch                  |                     |                |
| 1983 | Eight Diagram Pole Fighter         | Fifth Yang          |                |
| 1984 | Shaolin Warrior                    |                     |                |
| 1985 | Disciples of the 36th Chamber      | San Te              |                |
| 1987 | My Heart Is That Eternal Rose      |                     |                |
| 1988 | Legend of the Phoenix              |                     |                |
| 1988 | Tiger on the Beat                  |                     |                |
| 1989 | A Fiery Family                     |                     |                |
| 1989 | Code of Fortune                    |                     |                |
| 1989 | Avenging Trio                      |                     |                |
| 1989 | Ghost Ballroom                     |                     |                |
| 1989 | Killer Angels                      |                     |                |
| 1990 | Tiger On The Beat II               |                     |                |
| 1990 | A Bloody Fight                     |                     |                |
| 1991 | China Heat                         |                     |                |
| 1992 | Killing In The Dream               |                     |                |
| 1993 | Cheetah On Fire                    |                     |                |
| 1993 | Flirting Scholar                   |                     |                |
| 1993 | Deadly China Hero                  |                     |                |
| 1993 | Legend of the Liquid Sword         |                     |                |
| 1993 | Bogus Cops                         |                     |                |
| 1993 | The Buddhism Palm Strikes Back     | For-wan Tse-san     |                |
| 1993 | The Mystery of the Condor Hero     | Yuen-tsan           |                |
| 1994 | Drunken Master III                 |                     |                |
| 1994 | American Shaolin                   |                     |                |
| 1994 | Funny Shaolin Kids                 |                     |                |
| 1995 | Lethal Girls 2                     |                     |                |
| 1996 | Journey to the West                |                     | (TV)           |
| 1998 | Journey to the West II             |                     | (TV)           |
| 1999 | Generation Pendragon               |                     |                |
| 1999 | The Island Tales                   |                     |                |
| 2000 | The Heaven Sword and Dragon Saber  | Sing Kwan           |                |
| 2000 | The Legend of Lady Yang            | Chan Yuen-lai       |                |
| 2001 | A Step into the Past               |                     | (TV)           |
| 2002 | Drunken Monkey                     |                     |                |
| 2003 | Star Runner                        | Coach Lau           |                |
| 2003 | The King of Yesterday and Tomorrow |                     | (TV)           |
| 2003 | Kill Bill: Volume 1                | Johnny Mo           |                |
| 2004 | Kill Bill: Volume 2                | Pai Mei             |                |
| 2004 | Shaolin Vs. Evil Dead              | Pak                 |                |
| 2005 | Dragon Squad                       |                     |                |
| 2005 | A Chinese Tall Story               |                     |                |
| 2005 | Real Kung Fu                       | Lin Yung            | (TV)           |
| 2006 | Mr. 3 Minutes                      |                     |                |
| 2006 | A Pillow Case of Mystery           | Sima Jui-fung       | (TV)           |
| 2007 | Shaolin Vs. Dead: Ultimate Power   |                     |                |
| 2007 | On the First Beat                  | Moon Gei            | (TV)           |
| 2008 | Heroes of Shaolin                  |                     |                |
| 2008 | Best Bet                           |                     | (TV)           |
| 2008 | Dragonland                         | Himself             | (Documentario) |
| 2008 | Chandni Chowk to China             | Hojo                |                |
| 2008 | True Legend                        | Old sage            |                |
| 2008 | The Four                           |                     | (TV)           |
| 2009 | Man in Charge                      |                     | (TV)           |
| 2009 | Chinese Paladin 3                  | Evil Sword Immortal | (TV)           |
| 2010 | Hot Summer Days                    | Fai                 |                |
| 2010 | A Pillow Case of Mystery II        | Si Ma Jeui-fung     | (TV)           |
| 2010 | Links to Temptation                | Lam Chung-pau       | (TV)           |
| 2011 | Relic of an Emissary               | Yim Chun            | (TV)           |
| 2011 | Curse of the Royal Harem           |                     | (TV)           |
| 2011 | Flying Swords of Dragon Gate       |                     |                |
| 2012 | Nightfall                          | Retired CID officer |                |
| 2012 | The Man with the Iron Fists        | The Abbott          |                |
| 2012 | Kill 'Em All (2012 Film)           | Snakehead           |                |